# یواس‌اس کیرسارج (بی‌بی-۵)
یواس‌اس کیرسارج (بی‌بی-۵) (به انگلیسی: USS Kearsarge (BB-5)) یک کشتی بود که طول آن ۳۷۵ فوت ۴ اینچ (۱۱۴٫۴۰ متر) بود. این کشتی در سال ۱۸۹۸ ساخته شد.